# Sacramento Kings 1996-1997
La stagione 1996-97 dei Sacramento Kings fu la 48ª nella NBA per la franchigia.
I Sacramento Kings arrivarono sesti nella Pacific Division della Western Conference con un record di 34-48, non qualificandosi per i play-off.

## Roster
| N° | Naz.                   | Ruolo | Sportivo           | Anno | Alt. | Peso |
| -- | ---------------------- | ----- | ------------------ | ---- | ---- | ---- |
| 0  | Haiti (bandiera)       | C     | Olden Polynice     | 1964 | 211  | 100  |
| 2  | Stati Uniti (bandiera) | G     | Mitch Richmond     | 1965 | 196  | 98   |
| 3  | Stati Uniti (bandiera) | G     | Mahmoud Abdul-Rauf | 1969 | 185  | 73   |
| 4  | Stati Uniti (bandiera) | A     | Corliss Williamson | 1973 | 201  | 111  |
| 5  | Stati Uniti (bandiera) | G     | Tyus Edney         | 1973 | 178  | 69   |
| 7  | Stati Uniti (bandiera) | G     | Bobby Hurley       | 1971 | 183  | 75   |
| 20 | Stati Uniti (bandiera) | GA    | Jeff Grayer        | 1965 | 196  | 91   |
| 22 | Stati Uniti (bandiera) | A     | Lionel Simmons     | 1968 | 201  | 95   |
| 24 | Stati Uniti (bandiera) | G     | Lloyd Daniels      | 1967 | 201  | 93   |
| 30 | Stati Uniti (bandiera) | GA    | Billy Owens        | 1969 | 203  | 100  |
| 31 | Stati Uniti (bandiera) | C     | Duane Causwell     | 1968 | 213  | 109  |
| 32 | Stati Uniti (bandiera) | C     | Kevin Salvadori    | 1970 | 213  | 105  |
| 33 | Stati Uniti (bandiera) | A     | Brian Grant        | 1972 | 206  | 115  |
| 34 | Stati Uniti (bandiera) | A     | Michael Smith      | 1972 | 203  | 104  |
| 40 | Stati Uniti (bandiera) | GA    | Kevin Gamble       | 1965 | 196  | 95   |
| 45 | Stati Uniti (bandiera) | A     | Devin Gray         | 1972 | 201  | 109  |

## Staff tecnico
- Allenatori: Garry St. Jean (28-39) (fino al 20 marzo)[1], Eddie Jordan (6-9)
- Vice-allenatori: Eddie Jordan (fino al 20 marzo), Mike Bratz, Pete Carril, Wayne Cooper (dal 20 marzo)
- Preparatore atletico: Pete Youngman